# Кревкер ле Гран
Кревкер ле Гран (фр. Crèvecoeur-le-Grand) насеље је и општина у североисточној Француској у региону Пикардија, у департману Оаза која припада префектури Бове.
По подацима из 2011. године у општини је живело 3441 становника, а густина насељености је износила 279,76 становника/km². Општина се простире на површини од 12,3 km². Налази се на средњој надморској висини од 176 метара (максималној 179 m, а минималној 114 m).

## Демографија
| 1962. | 1968. | 1975. | 1982. | 1990. | 1999. | 2011. |
| ----- | ----- | ----- | ----- | ----- | ----- | ----- |
| 2.252 | 2.652 | 2.868 | 2.922 | 2.996 | 3.076 | 3.441 |

График промене броја становника у току последњих година